# Luperus rugifrons
Luperus rugifrons es una especie de insecto coleóptero de la familia Chrysomelidae.
Fue descrita científicamente en 1886 por Weise.